# Triangolo estivo

Il triangolo estivo

Il triangolo estivo è un asterismo formato da 3 stelle molto brillanti che, nell'emisfero boreale, appaiono appena dopo il tramonto da giugno ai primi giorni di gennaio.

## Composizione
Le tre stelle sono: 
- Altair nella costellazione dell'Aquila (Aquila, Aql)
- Deneb nella costellazione del Cigno (Cygnus, Cyg)
- Vega nella costellazione della Lira (Lyra, Lyr)

## Caratteristiche
Il triangolo estivo giace sulla Via Lattea boreale, là dove un grande complesso di nebulose oscure, noto come Fenditura del Cigno, ne oscura la fascia centrale. L'astro più luminoso del triangolo è Vega, la quinta stella più luminosa del cielo, che dalle regioni poste attorno al 39º parallelo nord si presenta perfettamente allo zenit. Sullo sfondo della Via Lattea, questo triangolo è facilmente identificabile e serve spesso come punto di partenza per individuare le costellazioni vicine o alcuni oggetti del profondo cielo, come M27 o M57.
È da notare che dalle regioni temperate poste nell'emisfero australe l'asterismo è talvolta noto come Triangolo invernale, poiché le stagioni sono invertite, che non è quello che a tutti gli effetti viene denominato Triangolo invernale.